# The Brotherhood
The Brotherhood е дванадесетият студиен албум на германската хевиметъл банда Running wild от 2002 година.

## Списък на песните
1. Welcome To Hell – 4:36
2. Soulstrippers – 4:49
3. The Brotherhood – 6:51
4. Crossfire – 4:28
5. Siberian Winter – 6:29
6. Detonator – 3:53
7. Pirate Song – 3:18
8. Unation – 5:50
9. Dr. Horror – 4:55
10. The Ghost (T.E. Lawrence) – 10:22
11. Powerride (бонус парче) – 4:26
12. Faceless (бонус парче) – 4:27

## Членове
- Rock'n'Rolf – вокал, китари
- Peter Pichl – бас
- Angelo Sasso – барабани